# Ypthima pseudodromon
Ypthima pseudodromon är en fjärilsart som beskrevs av Forster 1948. Ypthima pseudodromon ingår i släktet Ypthima och familjen praktfjärilar. Inga underarter finns listade i Catalogue of Life.